# Г-н Монк и кандидатът
„Г-н Монк и кандидатът“ е 90-минутният пилотен епизод на сериала „Монк“.

## Сюжет
Внимание:  Текстът по-долу разкрива сюжета на произведението (или части от него)!

### Първа част
Бившият полицески детектив с фобии Ейдриън Монк е повикан в Санта Клара заради убийство на момиче, Никол Васкес. Монк си тръгва от местопрестъплението, защото си въобразява, че е надушил газ и се прибира в Сан Франциско. Там Уорън Сейнт Клеър, кандидат за кмет, произнася реч на предизборен митинг, когато снайперист прострелва смъртоносно бодигардът му, Джейсън Ронстад. Кметът на града дава задача на капитан Лиланд Стотълмейър да разследва случая, но иска да извика стария си приятел, Монк. Капитанът неохотно го прави. Монк започва разследване и по двата случая, твърдейки, че те са свързани. До това решение стига, когато вижда, че и двамата убийци са доста високи, но Стотълмейър не вярва на теорията му и продължава разследването си. Монк прави списък от заподозрени. По-късно открива момче на име Джейк, доброволец в кампанията на Уорън Сейнт Клеър. Монк го пита за Никол Васкес, но се оказва, че тя не фигурира в списъците, но обещава да потърси. Все пак, Джейк намира информация и тръгва към Монк, за да му я покаже, когато на един светофар го спира просяк, който започва да мие стъклото, но го убива и блъска колата на Джейк извън пътя, в местност до града. Монк доказва, че е убийство. В края на първа част, след малък спор, Шарона (асистентката на Монк) го изоставя и отива при сестра си.

### Втора част
Полицията намира в шапката на Джейк записка, от която става ясно, че Никол Васкес е била доброволка в кампанията и това кара Стотълмейър да повярва, че има някаква връзка между случаите. Заместник-кметът Шелдън Бъргър моли Шарона да намери Монк и да го върне на работа, в замяна ѝ обещава услуга. По-късно Монк гледа новините и открива някои несъответствия. Докато се разхожда и докосва паркинг броячите, луд шофьор се опитва да го прегази, но Монк успява да избяга. фБР следи пушката, която ги отвежда до бившата Зелена Барета Йън Сайкс, но те го заварват в инвалидна количка, а той обяснява, че пушката е подарък от баща му. Но след като си тръгват полицаите, се оказва, че Сайкс не е прикован към количка и в опит да избяга, тича по покрива, когато Монк го вижда, но тъй като е сам, няма кой да му помогне. В крайна сметка Монк се опитва да се качи по стълба на покрива, но заради фобията му от височини се уплашва и застава на място, докато Сайкс минава покрай него и си тръгва. Стотълмейър е бесен и сваля Монк от случая. Съкрошен, Монк отива в гаража, където е загинала съпругата му, Труди Монк. Там пристига Шарона със сина си Бенджи Флеминг. Докато той кара скейтборд, катастрофира и Шарона уплашена виква към него. Монк чува ехото от гласовете им и решава случая, но никой няма да го изслуша. Затова Шарона отива при Шелдън Бъргър и иска обещаната ѝ услуга, която е полицията да изслуша Монк по случая.

### Ето какво е станало
Никол Васкес е открила някои несъответствия в числата в сметките на кампанията и е известила на Гавин Лойд, главният мениджър. Той разбрал, че тя е по петите му, затова я изгонил от кампанията и се опитал да я подкупи, но тя била честна и отказала. Затова Лойд се е опитал да наеме Джейсън Ронстад да я убие, но и той отказал. После намерил професионалист, Йън Сайкс, който убил момичето, но останал бодигардът Ронстад. Монк казва, че именно това, че след стрелбата, Лойд показва прозореца на небостъргача, откъдето е стреляно, кара Монк да се съмнява. Затова Шарона се скрива в една от околните сгради и стреля няколко пъти със стартов пистолет, Лойд не може да познае къде е тя и се саморазкрива. Но след това го прострелва Сайкс и Шарона и Монк тръгват в канализацията да го гонят като Монк е взел пистолета на лейтенант Ранди Дишър. След малко преследване в мръсната вода, Сайкс е прострелян от Монк и двамата с Шарона излизат навън. Епизодът завършва, когато Монк отива на изпит за връщане в полицията, но в асансьора има кашляща жена и той се отказва.